# بادپر بیوکو
بادپر بیوکو (نام علمی: Cymothoe owassae) نام یک گونه از سرده پروانه‌های بادپر است.